# مارمگس اوفیوپسیس
مارمگس اوفیوپسیس (Raphidia ophiopsis) نوعی مارمگس است. طول این حشره ۱۰ تا ۱۲ میلی‌متر است. رنگ بدن سیاه و سفید، پاها زرد تیره می باشد. این حشره بومی قاره اروپا است.